# فيث بالدوين
فيث بالدوين (بالإنجليزية: Faith Baldwin)‏ (1 أكتوبر 1893، نيو روتشيل في الولايات المتحدة - 18 مارس 1978، نوروولك في الولايات المتحدة)؛ روائية أمريكية.

## روابط خارجية
- فيث بالدوين على موقع IMDb (الإنجليزية)
- فيث بالدوين على موقع الموسوعة البريطانية (الإنجليزية)
- فيث بالدوين على موقع قاعدة بيانات برودواي على الإنترنت (الإنجليزية)
- فيث بالدوين على موقع قاعدة بيانات الفيلم (الإنجليزية)